# Peraphyllum
Peraphyllum — монотипний рід чагарників родини розоцвітих. Його єдиний вид: Peraphyllum ramosissimum, походить з Північної Америки.

## Опис
Це чагарник, який може досягати 3 метрів у висоту і має невеликі шишки шириною близько 1 сантиметра. Peraphyllum тісно пов'язаний з родами Amelanchier, Malacomeles, Crataegus і Mespilus. 
Як і більшість інших квіткових рослин сімейства Rosaceae, P. ramosissimum має 5 пелюсток і 5 чашолистків з радіальною симетрією. Квітки мають 15-20 вільних тичинок, пелюстки від білого до рожевого кольору. Листя прості та можуть зближуватися на коротких пагонах. 

## Поширення
Peraphyllum ramosissimum росте в Каліфорнії, Орегоні, Айдахо, Юті, Колорадо та Нью-Мексико, зазвичай у соснових і ялівцевих лісах. У Каліфорнії його можна знайти в Каскадному хребті, у Сьєрра-Неваді та Великому басейні.

## Таксономія
Peraphyllum ramosissimum був описаний Наттом. ex Torr. & A.Gray і опубліковано в A Flora of North America : containing. . . 1(3): 474, у 1840 році 

## Етимологія
Peraphyllum — грецьке слово, що означає «дуже листяний», а назва виду ramosissimum означає «багато розгалужений».

## зовнішні посилання
- Мануальне лікування Джепсона
- Запис USDA PLANTS
- Фотогалерея